# Rio Carastelec
O Rio Carastelec é um rio da Romênia, afluente do Crasna, localizado no distrito de Sălaj.